# Xenolytus fuscicornis
Xenolytus fuscicornis är en stekelart som beskrevs av Henry Keith Townes, Jr. 1983. Xenolytus fuscicornis ingår i släktet Xenolytus och familjen brokparasitsteklar. Inga underarter finns listade i Catalogue of Life.